# Estación de Ponte de Sor
La Estación Ferroviaria de Ponte de Sor, también conocida como Estación de Ponte de Sôr, es una plataforma de ferrocarriles de la Línea del Este, que sirve a la localidad de Ponte de Sor, en el Distrito de Portalegre, en Portugal.

## Descripción

### Localización
Se encuentra junto a la travesía de la Estación, en la localidad de Ponte de Sor.

### Vías de circulación y plataformas
En enero de 2011, presentaba dos vías de circulación, ambas con 430 metros de longitud, y dos plataformas, con 154 y 124 metros de extensión, y 35 y 40 centímetros de altura.

## Historia

### Inauguración
El tramo entre Abrantes y Crato de la Línea del Este, donde la estación se inserta, entró en servicio por la Compañía Real de los Caminhos de Ferro Portugueses, el 6 de marzo de 1863.

### Conexión planeada al Ramal de Mora
Una conexión ferroviaria entre Évora y Ponte de Sor fue uno de los varios planes presentados por el Plan de la Red al Sur del Tajo, documento oficial de 15 de mayo de 1899, que estableció las directrices para la futura construcción de ferrocarriles en esta región de Portugal.